# Huejotitlán, Zapotlanejo
Huejotitlán är en ort i Mexiko.   Den ligger i kommunen Zapotlanejo och delstaten Jalisco, i den centrala delen av landet, 400 km väster om huvudstaden Mexico City. Huejotitlán ligger 1 559 meter över havet och antalet invånare är 115.
Terrängen runt Huejotitlán är kuperad västerut, men österut är den platt. Runt Huejotitlán är det ganska tätbefolkat, med 83 invånare per kvadratkilometer. Närmaste större samhälle är Zapotlanejo, 4,6 km sydväst om Huejotitlán. I omgivningarna runt Huejotitlán växer huvudsakligen savannskog.